# Лесото на Паралимпийских играх
Лесото на Паралимпийских играх впервые приняла участие в 2000 году на летних Играх в Сиднее. На зимних Играх делегация Лесото участия пока не принимала. Медалей на Играх спортсмены Лесото пока не завоевали.